# Sabana Grande de Palenque
Sabana Grande de Palenque é um município da República Dominicana pertencente à província de San Cristóbal.
Sua população estimada em 2012 era de 30 247 habitantes.

## História
Foi elevado à categoria de distrito municipal do município de San Cristóbal em 1 de janeiro de 1945 e à categoria de município em 1997 pelo Congresso dominicano.

## Residentes notáveis
- Timoniel Pérez, jogador de beisebol profissional.
- Jose Uribe, jogador de beisebol profissional.
- Juan Uribe, jogador de beisebol profissional.
- Francisco Liriano, jogador de beisebol profissional.
- Luis Valdez, jogador de beisebol profissional.
- Ivan Nova, jogador de beisebol profissional.